# Georgii Samoilovich Isserson
Georgy Samoilovich Isserson (tiếng Nga: Георгий Самойлович Иссерсон; 16 tháng 6 năm 1898 - 27 tháng 4 năm 1976) là một chỉ huy và nhà lý luận quân sự của Hồng quân Liên Xô. Ông là một trong những người đóng góp vào phát triển lý luận Tác chiến chiều sâu.
Isserson được sinh ra trong một gia đình tri thức. Cha ông là bác sĩ. Ông tốt nghiệp Đại học Petrograd. Ông tham gia Chiến tranh thế giới thứ nhất rồi sau đó tình nguyện gia nhập Hồng quân vào năm 1918, trở thành đảng viên Đảng Bolshevik vào năm 1919.
Từ năm 1918 đến 1921, ông phục vụ tại Cục Chính trị Quân đoàn 6, Chính ủy Trung đoàn súng trường 159, Trợ lý Trung đoàn súng trường 154. Từ năm 1921 đến 1924, ông học trường Võ bị Hồng quân, tốt nghiệp năm 1924. Tháng 3 năm 1923 đến tháng 2 năm 1924, ông là Trưởng phòng Quân báo của sở chỉ huy Phương diện quân Tây. Từ năm 1925 đến 1927, ông là Trưởng phòng Tác chiến của Quân khu Leningrad.
Isserson là Tham mưu trưởng một quân đoàn súng trường từ năm 1927 đến năm 1929. Sau đó và cho đến tận năm 1936, ông làm Trưởng Khoa Chiến dịch của Học viện Quân sự Frunze. Tại đây, ông đã tham gia phát triển lý luận về tác chiến chiều sâu với tác phẩm Sự phát triển của nghệ thuật chiến dịch (viết năm 1932, bổ sung năm 1936) và Căn bản về chiến dịch chiều sâu. Đóng góp của ông là cần sử dụng số lượng vượt trội để tổ chức các đơn vị đột kích sâu vào phòng tuyến đối phương. Năm 1936, ông có một thời gian ngắn bị điều về làm Sư đoàn trưởng Sư đoàn súng trường số 4 rồi cùng năm chuyển về Học viện Quân sự Bộ Tổng Tham mưu làm Trưởng Khoa Nghệ thuật chiến dịch. Cuối tháng 11 năm 1939 đến giữa tháng 1 năm 1940, ông làm Tham mưu trưởng của Tập đoàn quân số 7, cấp bậc Komdiv (Sư đoàn trưởng). Ngày 12 tháng 1 năm 1940, cấp bậc của ông được chuyển thành Đại tá. Sau đó đến ngay trước thời điểm Đức Quốc xã tấn công Liên Xô, ông là Tham mưu trưởng Ban 1 của Bộ Tổng Tham mưu. Ngày 10 tháng 6 năm 1941 ông bị cách chức, sau đó bị bắt và bị xử 15 năm tù. Giữa năm 1955, ông được minh oan và được thả.